# (500638) 2012 VS1
(500638) 2012 VS1 es un asteroide perteneciente a asteroides que cruzan la órbita de Marte descubierto el 23 de junio de 2012 por el equipo del Siding Spring Survey desde el Observatorio de Siding Spring, Nueva Gales del Sur, Australia.

## Designación y nombre
Designado provisionalmente como 2012 VS1. 

## Características orbitales
2012 VS1 está situado a una distancia media del Sol de 1,825 ua, pudiendo alejarse hasta 2,318 ua y acercarse hasta 1,332 ua. Su excentricidad es 0,269 y la inclinación orbital 14,75 grados. Emplea 900,975 días en completar una órbita alrededor del Sol.

## Características físicas
La magnitud absoluta de 2012 VS1 es 17,7. 